# Pleurogrammus azonus
Pleurogrammus azonus is een  straalvinnige vissensoort uit de familie van groenlingen (Hexagrammidae). De wetenschappelijke naam van de soort is voor het eerst geldig gepubliceerd in 1913 door Jordan en Metz.

## Voorkomen
De soort komt met name voor in de Zee van Ochotsk..